# Noel Gugliemi

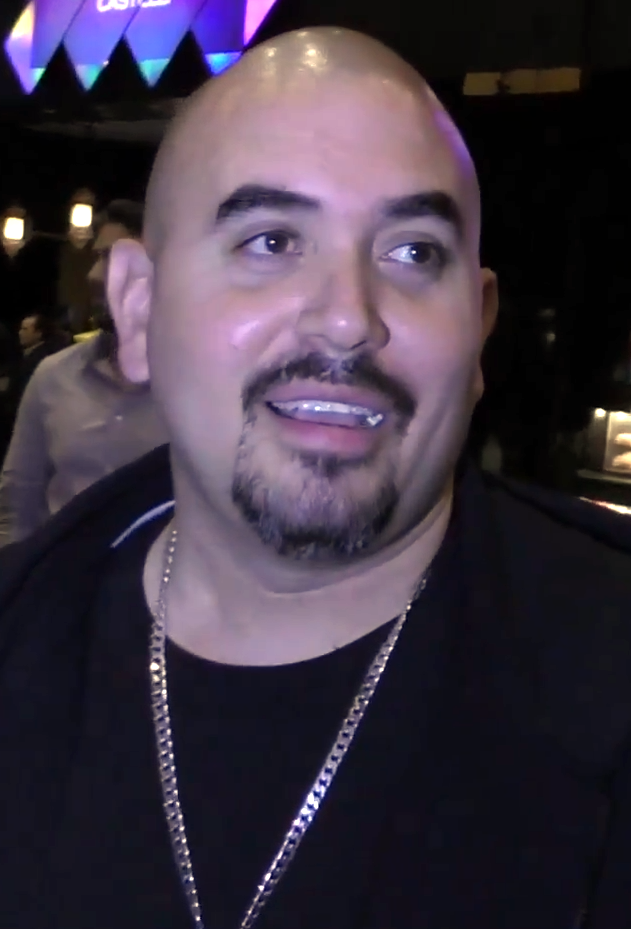
Noel Gugliemi zur Premiere des Films Better Criminal im Jahr 2016

Noel Albert Gugliemi, auch bekannt als Noel G. (* 15. Oktober 1970 in Santa Monica, Kalifornien) ist ein US-amerikanischer Schauspieler, Filmproduzent, Stand-up-Comedian, Schauspiellehrer, Motivationsredner und Gründer der Independent-Film-Produktionsfirma namens Entangled Entertainment. Bekannt ist er vor allem für seine zahlreichen Filmrollen als lateinamerikanischer Gangster.

## Leben
Noel Albert Gugliemi wurde am 15. Oktober 1970 in Santa Monica, Kalifornien geboren und wuchs als Kind der Mittelschicht in Los Angeles auf. Im Alter von 13 Jahren wurde er von seinen Eltern wegen eines Jobangebots verlassen und war fortan obdachlos. Schließlich verbrachte er seine Zeit als Krimineller mit Gangmitgliedern, da er bei diesen das Gefühl von Zugehörigkeit fand.
Im Alter von 15 Jahren versuchte ein Pastor Noel von der schiefen Bahn zu verhelfen und ließ ihn bei sich leben. Während dieser Zeit fand er zu Gott. Die Tochter des Pastors brachte ihn zu einem Schauspielkurs, bei dem ein anwesender Produzent ihn bat, in einem Werbespot mitzumachen. Zwei Wochen später begann Noel seine Schauspielkarriere.
Seinen ersten professionellen Schauspiel-Auftritt hatte Noel im Jahr 1999 bei der Pilotfolge zur Fernsehserie Sechs unter einem Dach. Danach trat er in zahlreichen TV-Shows und Filmen auf. Seine ersten bemerkenswerten Rollen hatte er in den Filmen Training Day und The Fast and the Furious. Neben Auftritten in weiteren Erfolgsfilmen wie Bruce Allmächtig, Crank, The Dark Knight Rises und Fast & Furious 7 hatte Noel Gastauftritte in beliebten Fernsehserien wie Akte X, New York Cops – NYPD Blue, CSI: Miami, The Walking Dead und Mayans M.C. In über 30 verschiedenen Filmen trug er – anfangs zufällig – den Namen „Hector“, mit dem er sich zunehmend identifizierte.
Im Jahr 2008 heiratete Noel seine Geliebte Tomasa, die er bei einem Model-Event in Las Vegas kennenlernte und mit der er die gemeinsame Tochter Noelle bekam.
Wenn er nicht gerade schauspielert, hilft Noel G. leidenschaftlich gerne jungen Menschen. Er spricht u. a. in High Schools und Kirchen darüber, wie er sein Leben verändert hat und wie sie es mit Gottes Hilfe auch können.
2022 hatte er einen Gastauftritt in Eisenach/Kindel (Thüringen) bei der Autorennveranstaltung German Racewars, welche angelehnt an Racewars aus den Fast-and-Furious-Filmen ist und 1/4-Meile-Rennen beinhaltet.

## Filmografie (Auswahl)
- 1999: Sechs unter einem Dach (Get Real, Fernsehserie, 1 Folge)
- 2000: Price of Glory
- 2000: Ein Duke kommt selten allein – Hillbillies in Hollywood (The Dukes of Hazzard: Hazzard in Hollywood!)
- 2000: Resurrection Blvd. (Fernsehserie, 2 Folgen)
- 2000: Brother
- 2001: Akte X – Die unheimlichen Fälle des FBI (The X-Files, Fernsehserie, 1 Folge)
- 2001: The Barrio Murders
- 2001: Animal – Das Tier im Manne (The Animal)
- 2001: The Fast and the Furious
- 2001: Training Day
- 2001: Buffy – Im Bann der Dämonen (Buffy the Vampire Slayer, Fernsehserie, 1 Folge)
- 2001: CSI: Vegas (CSI: Crime Scene Investigation, Fernsehserie, 1 Folge)
- 2001: Ghetto Rhapsody
- 2002: Ghetto Dogz (Road Dogz)
- 2002: 24 (Fernsehserie, 1 Folge)
- 2002: Without a Trace – Spurlos verschwunden (Without a Trace, Fernsehserie, 1 Folge)
- 2002: Angel – Jäger der Finsternis (Angel, Fernsehserie, 1 Folge)
- 2002: Robbery Homicide Division (Fernsehserie, 1 Folge)
- 2002: Office Girl (Less Than Perfect, Fernsehserie, 1 Folge)
- 2003: National Security
- 2003: Masked and Anonymous
- 2003: New York Cops – NYPD Blue (NYPD Blue, Fernsehserie, 1 Folge)
- 2003: Old School – Wir lassen absolut nichts anbrennen (Old School)
- 2003: Malibu’s Most Wanted
- 2003: Bruce Allmächtig (Bruce Almighty)
- 2003: Shuang dao (Kurzfilm)
- 2003: S.W.A.T. – Die Spezialeinheit (S.W.A.T.)
- 2003: Wasabi Tuna
- 2003: El matador
- 2003: Wrong Turn (Kurzfilm)
- 2003: The Handler (Fernsehserie, 1 Folge)
- 2004: Monk (Fernsehserie, 1 Folge)
- 2004: You’re Fired! (Employee of the Month)
- 2004: The District – Einsatz in Washington (The District, Fernsehserie, 1 Folge)
- 2004: Party Animalz
- 2004–2005: The Shield – Gesetz der Gewalt (The Shield, Fernsehserie, 2 Folgen)
- 2004–2005: Schatten der Leidenschaft (The Young and the Restless) (Fernsehserie, 4 Folgen)
- 2005: CSI: Miami (Fernsehserie, 1 Folge)
- 2005: Candy Paint (Kurzfilm)
- 2005: Duck
- 2005: Harsh Times – Leben am Limit (Harsh Times)
- 2005: Hallowed
- 2005: Sleeper Cell (Fernsehserie, 1 Folge)
- 2005: Wanted (Fernsehserie, 1 Folge)
- 2006: Las Vegas (Fernsehserie, 1 Folge)
- 2006: Seven Mummies
- 2006: The Virgin of Juarez
- 2006: Jack’s Law
- 2006: Hood of Horror
- 2006: City of the Dead (Last Rites)
- 2006: L.A. Shield – Everyone Dies Dirty ... (Splinter)
- 2006: Crank
- 2006: Der Date Profi (School for Scoundrels)
- 2006: Six Thugs
- 2007: If I Had Known I Was a Genius
- 2007: Get Pony Boy
- 2007: Wannabes
- 2007: Das Beste kommt zum Schluss (The Bucket List)
- 2007: Gordon Glass
- 2008: Loaded
- 2008: Amhurst
- 2008: Street Kings
- 2008: The Ode
- 2008: Hotel California
- 2008: Days of the Dead 3 – Evilution
- 2008: Darling Nikki
- 2008: Through the Valley
- 2009: Trapped in 5150
- 2009: Red Sands
- 2009: Der Solist (The Soloist)
- 2009: Dark Blue (Fernsehserie, 1 Folge)
- 2009: Gamer
- 2009: Basement Jack
- 2009: The League (Fernsehserie, 1 Folge)
- 2009: Wrong Turn at Tahoe
- 2010: Our Family Wedding
- 2010: April’s Fools
- 2010: Getting High in the Barrio
- 2010: Look: The Series (Fernsehserie, 3 Folgen)
- 2010: The Walking Dead (Fernsehserie, 1 Folge)
- 2010: Hostage: Criminal Implication
- 2010: Food Stamps
- 2011: Recoil
- 2011: Platinum Illusions
- 2011: Fred 2: Night of the Living Fred
- 2012: Filly Brown
- 2012: Small Apartments
- 2012: Kidnapped Souls
- 2012: The Mentalist (Fernsehserie, 1 Folge)
- 2012: The Money – Jeder bezahlt seinen Preis! (For the Love of Money)
- 2012: The Dark Knight Rises
- 2012: Vi (Kurzfilm)
- 2012: Students Like Us
- 2013: Chosen (Webserie, 2 Folgen)
- 2013: Crosstown
- 2013: Enter the Dangerous Mind
- 2013: Der Teufel im Detail – Payback Is Hell
- 2013: Hope Cafe
- 2013: Wendell & Vinnie (Fernsehserie, 1 Folge)
- 2013: Criminal (Kurzfilm)
- 2013: Force of Execution
- 2013: Between Bullets (Fernsehserie, 1 Folge)
- 2014: Bullet
- 2014: Cruisin’
- 2014: Ready 2 Die – World War 3 in den Straßen von L.A.
- 2014: Legit (Fernsehserie, 1 Folge)
- 2014: Ricky & Melinda
- 2014: Road Kill
- 2014: The Purge: Anarchy
- 2014: Pretty Perfect
- 2014: Collision
- 2014: Respect
- 2014: Total Praise
- 2014: Reach Me – Stop at Nothing (Reach Me)
- 2014: Kill Kapone
- 2014–2015: Retail (Fernsehserie, 2 Folgen)
- 2015: Fast & Furious Flow (Musikvideo)
- 2015: Fast & Furious 7 (Furious 7)
- 2015: Run (Kurzfilm)
- 2015: Bones – Die Knochenjägerin (Bones, Fernsehserie, 1 Folge)
- 2015: Ur in Analysis
- 2015: The Bride He Bought Online
- 2015: For Sale – Haus mit Pool und Leiche (Pocket Listing)
- 2015: Vor ihren Augen (The Secret in Their Eyes)
- 2015: Bachelors
- 2015: Black Jesus (Fernsehserie, 1 Folge)
- 2015–2020: Fresh Off the Boat (Fernsehserie, 16 Folgen)
- 2016: L.A. Outlaws – Die Gesetzlosen (Vigilante Diaries)
- 2016: New Day (Kurzfilm)
- 2016: Lowriders
- 2016: Restored Me
- 2016: The Void (Kurzfilm)
- 2016: Better Criminal
- 2016: Ditch Party
- 2017: El Amante (Musikvideo)
- 2017: Secrets of Deception
- 2017: Varsity Punks
- 2017: Pope
- 2017: Who Is Carlos Slim? (Musikvideo)
- 2017: Training Day (Fernsehserie, 6 Folgen)
- 2017: The Fighters Prayer
- 2017: Smartass
- 2017: Chicago P.D. (Fernsehserie, 1 Folge)
- 2017: Beyond Skyline
- 2017: California Dreaming
- 2017: Anabolic Life
- 2017: Wisdom of the Crowd (Fernsehserie, 4 Folgen)
- 2018: Memphis Fire
- 2018: Fade Away
- 2018: A Boy Called Sailboat – Jedes Wunder hat seine Melodie (A Boy Called Sailboat)
- 2018: Dragged Across Concrete
- 2018: El Chicano
- 2018: Mr. Malevolent
- 2018: Nicky Jam: El Ganador (Fernsehserie, 1 Folge)
- 2018–2021: Mayans M.C. (Fernsehserie, 3 Folgen)
- 2018: The Mule
- 2018: The First Month Is Free
- 2019: A Psycho’s Path
- 2019: The Mustang
- 2019: Possession Diaries
- 2019: The Turnaround
- 2019: 3 from Hell
- 2019: Charlie Charlie
- 2019: John Wynn’s Mirror Mirror
- 2019: Fire and Rain
- 2019: Scrutiny (Fernsehserie, 1 Folge)
- 2019: Cabal (Kurzfilm)
- 2020: Deputy – Einsatz Los Angeles (Deputy, Fernsehserie, 2 Folgen)
- 2020: Dawn of the Zombie Apocalypse (Fernsehserie, 2 Folgen)
- 2020: The Tax Collector
- 2020: The lady of the dead
- 2020: GhettoBusters (Fernsehserie, 1 Folge)
- 2020: Terra Beach (Kurzfilm)
- 2022: Bleach
- 2021: Under the Stadium Lights
- 2021: Lazarus
- 2021: The Pizza Joint
- 2021: War of the Worlds – Die Vernichtung (War of the Worlds: Annihilation)
- 2022: Pfad der Vergeltung (Savage Salvation)

## Als Synchronsprecher
- 2004: Grand Theft Auto: San Andreas (Videospiel) als ein Gangster
- 2005: 187 Ride or Die (Videospiel) als Cortez
- 2010: The Cleveland Show (Zeichentrickserie, 1 Folge) als Lay-Z

## Trivia
- Zur Vielzahl der deutschen Synchronsprecher für Noel Gugliemi zählen zu den bekanntesten: Tobias Kluckert, Andreas Hosang, Arne Elsholtz, Michael Deffert, Jan Odle, Matti Klemm, Daniel Werner, Jan-David Rönfeldt, Christian Weygand, Nicolas König, Fabian Körner, Oliver Mink, Michael Iwannek, Michael-Che Koch, Gerrit Hamann, Björn Schalla, Axel Malzacher, Simon Mora, Christoph Banken, Tobias Müller, Jesco Wirthgen und Ulrich Blöcher.[6]

- Im Bezug auf die große Anzahl seiner Rollen als lateinamerikanischer Gangster, sagte Noel in einem Interview mit Ditch the Label, „If you believe Google and search “that Mexican guy in every movie,” you find me“.